# Shilabo
Shilabo är en ort i Etiopien.   Den ligger i regionen Somali, i den sydöstra delen av landet, 700 km öster om huvudstaden Addis Abeba. Shilabo ligger 400 meter över havet och antalet invånare är 7 239.
Terrängen runt Shilabo är platt. Runt Shilabo är det mycket glesbefolkat, med 6 invånare per kvadratkilometer. Det finns inga andra samhällen i närheten. Omgivningarna runt Shilabo är i huvudsak ett öppet busklandskap.